# Semiothisa isospila
Semiothisa isospila là một loài bướm đêm trong họ Geometridae.